# Seydelia melaenoides
Seydelia melaenoides är en fjärilsart som beskrevs av Rothschild 1935. Seydelia melaenoides ingår i släktet Seydelia och familjen björnspinnare. Inga underarter finns listade i Catalogue of Life.